# カール・フィリップ・フォール
カール・フィリップ・フォール（Carl Philipp Fohr、1795年11月26日 - 1818年6月29日）は、ドイツの「ロマン主義」の画家である。ローマで「ナザレ派」の画家の中で活動したが、23歳で事故死した。

## 略歴
ハイデルベルクで生まれた。ハイデルベルクの画家ロットマン(Friedrich Rottmann)に学び、1810年にダルムシュタットの画家、イゼル(Georg Wilhelm Issel)に才能を見出され、1811年にダルムシュタットに招かれた。ダルムシュタットでヘッセン大公国の学者と知り合い、ヘッセン大公ルートヴィヒ2世の妃、ヴィルヘルミーネ・フォン・バーデンに紹介され、資金援助を受け、注文も受けるようになった。
ミュンヘン美術院に入学し、学生のルール（Ludwig Sigismund Ruhl :1794-1887)と知り合うが、美術院で学ぶのを止めて、徒歩で北イタリアに旅を始め、ローマに移った。ローマで活動していた「ナザレ派」の画家たち、ペーター・フォン・コルネリウスやフィリップ・ファイト、ヨハン・フリードリヒ・オーファーベックらのサークルに加わり、ロマン主義の風景画家、ヨーゼフ・アントン・コッホから影響を受けた。
1818年にイタリアのテヴェレ川で友人の芸術家、カール・バルトやヨハン・アントン・ランブーらと水遊びをしていて、川で溺れて亡くなった。友人たちは資金を集め記念碑を作り、フォールの絵を版画にしてフォールを偲んだ。
弟のダニエル・フォール(1801-1862)も画家になり、バーデン大公国で宮廷画家となった。

## 主な作品

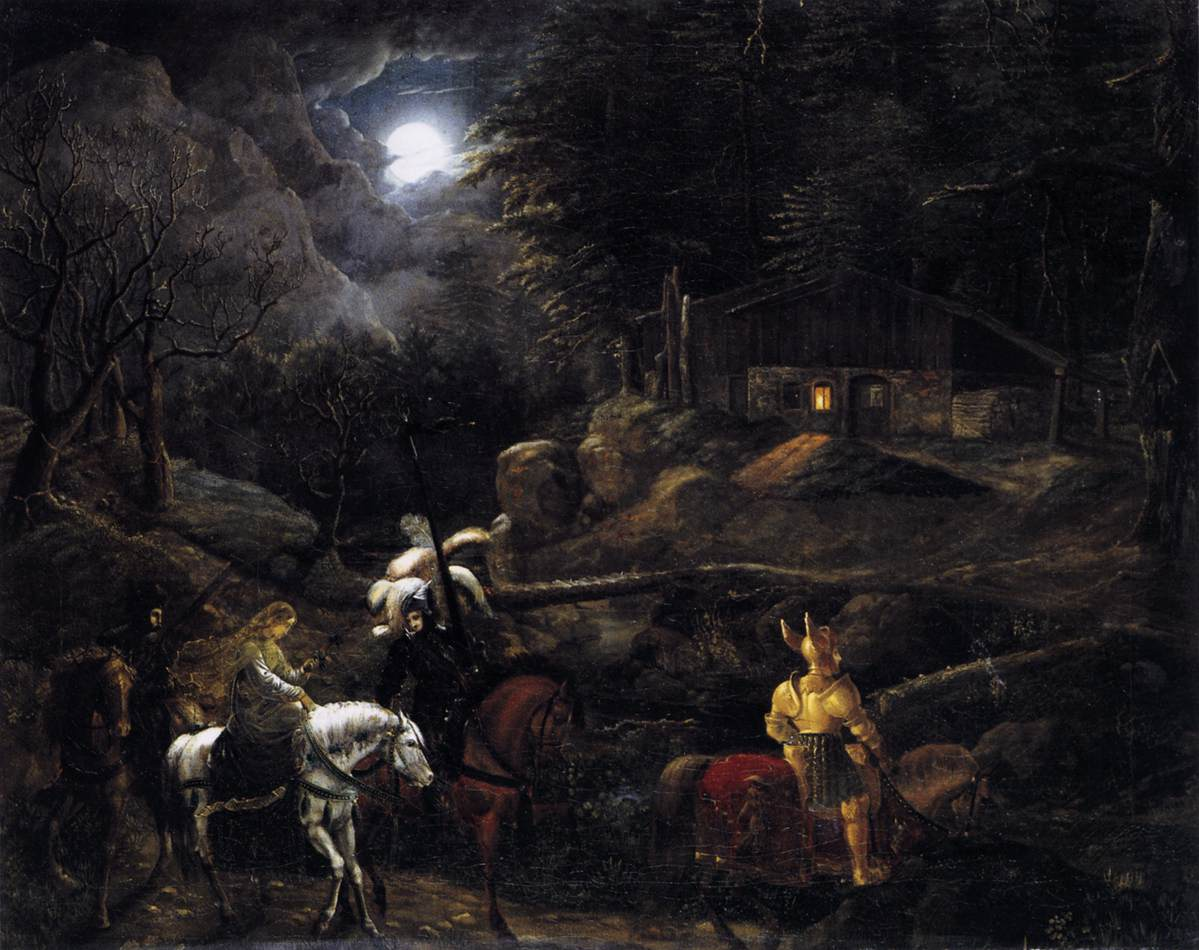
Köhlerhütteの前の騎士
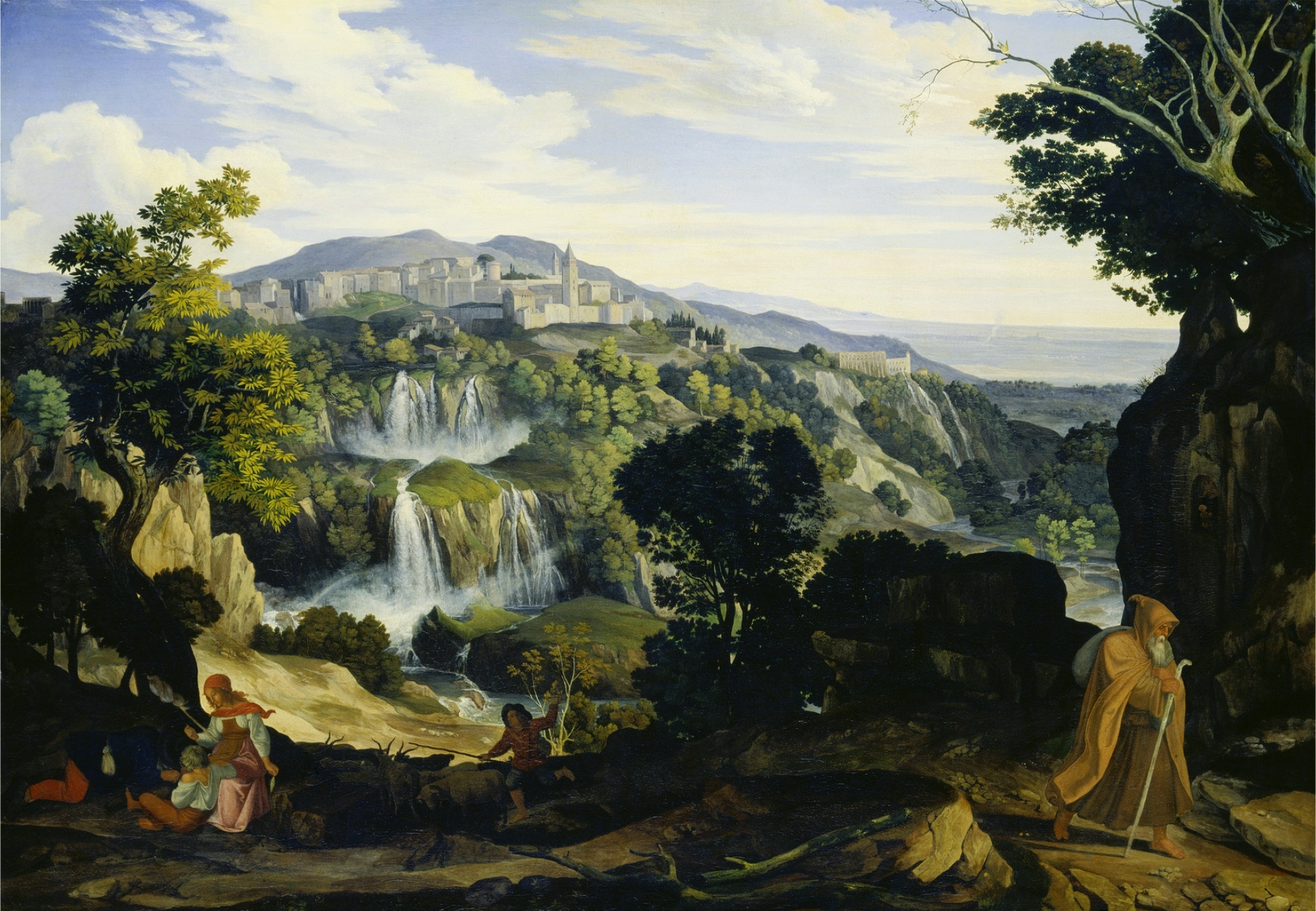
チボルの滝
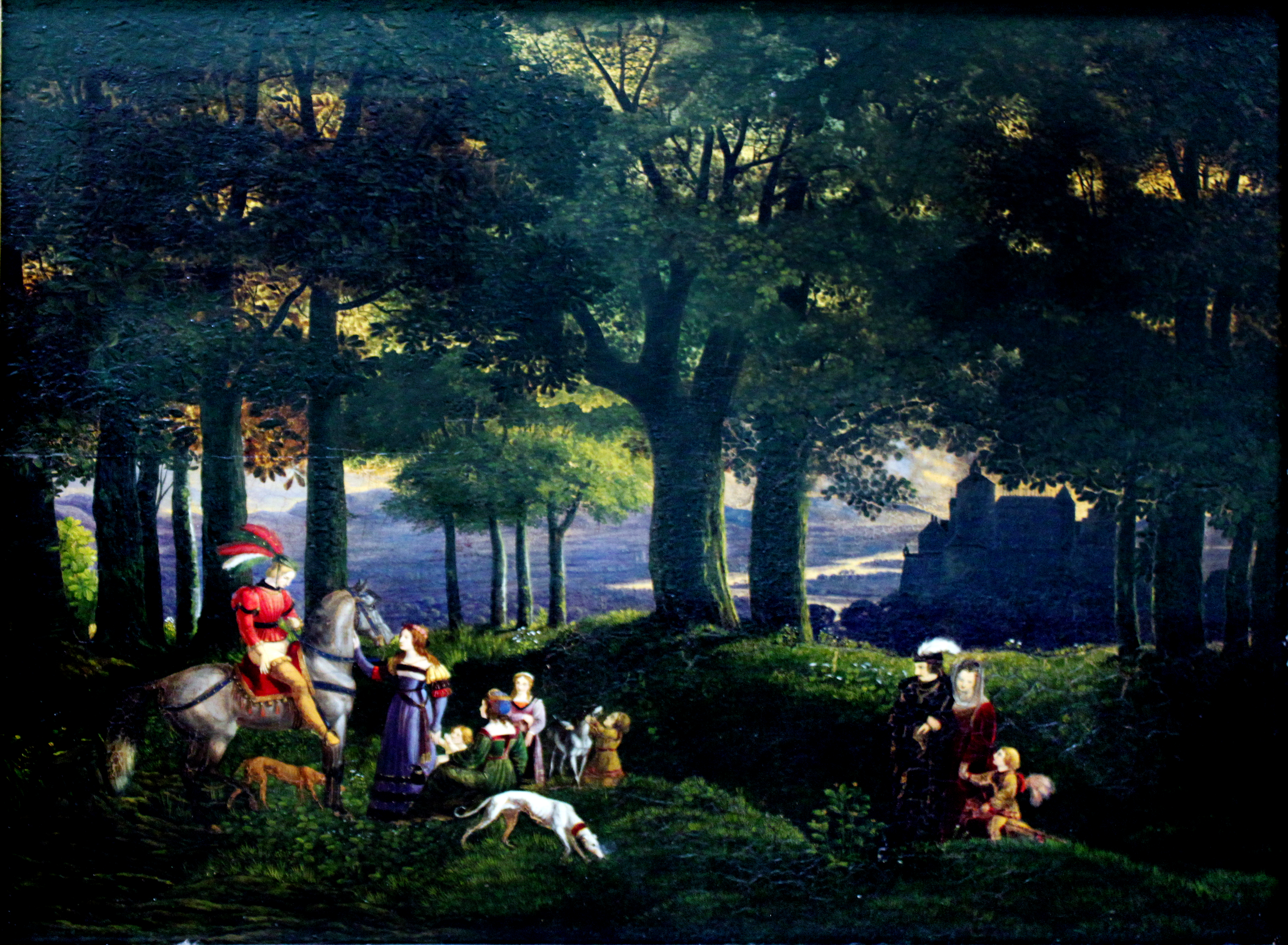
Der verirrte Ritter anagoria